# Tom Henning Hovi
Tom Henning Hovi (Gjøvik, 15 gennaio 1972) è un ex calciatore norvegese, di ruolo difensore.

## Carriera

### Club
Hovi iniziò la carriera con la maglia dello HamKam. Passò poi al Charlton Athletic, squadra per cui giocò brevemente, prima di tornare in patria al Vålerenga. Si ritirò alla fine del 2006.

## Palmarès

### Giocatore

#### Club

##### Competizioni nazionali
- Coppa di Norvegia: 1

Vålerenga: 2002
- Campionato norvegese: 1

Vålerenga: 2005